# Cinderella Stay Awhile
«Cinderella Stay Awhile» es una canción interpretada por el cantante estadounidense Michael Jackson. Es la cuarta pista del álbum de estudio Forever, Michael, lanzado el 16 de enero de 1975 por Motown. La canción fue escrita por Don Fletcher y producida por Sam Brown III. Aunque no fue lanzada como sencillo, es considerada una de las baladas destacadas del álbum debido a la suave interpretación vocal de Jackson.

## Producción y estilo
Cinderella Stay Awhile es una balada romántica con una fuerte influencia del soul y el R&B, géneros predominantes en el álbum Forever, Michael. La canción presenta arreglos orquestales y cuerdas que complementan la melodía, creando un ambiente suave y melancólico. La letra, inspirada en el cuento de hadas de Cenicienta, narra una súplica para que el amor no desaparezca y "Cenicienta" se quede un poco más. La voz juvenil de Michael Jackson realza el tono romántico y soñador del tema.

## Recepción
A pesar de no ser lanzada como sencillo, Cinderella Stay Awhile fue bien recibida por los críticos musicales. Su delicada producción y la interpretación emocional de Jackson han sido destacadas en revisiones posteriores del álbum. Aunque no alcanzó el éxito comercial de otros temas de Jackson, ha sido valorada como una joya oculta dentro de su discografía. Se centra más en géneros de soul y R&B, pero también presenta, aunque en menores proporciones, los géneros de pop, balada, soft rock y blue-eyed soul; y algunos más específicos, como adult contemporary, slow jam, quiet storm y pop orquestal.

## Letras y composición
La letra de Cinderella Stay Awhile describe el miedo a perder a un amor, utilizando la figura literaria de Cenicienta. La canción sigue una estructura melódica tradicional de balada, con una progresión armónica que acentúa la emotividad de la letra. La interpretación de Jackson se caracteriza por su vulnerabilidad y suavidad vocal, lo que aporta una profundidad emocional adicional a la canción.

## Impacto y legado
Aunque Cinderella Stay Awhile no fue promovida como sencillo, ha mantenido su popularidad entre los seguidores de Michael Jackson, quienes la consideran una de las mejores baladas de su etapa juvenil. La canción forma parte de la evolución artística de Jackson, que continuaría madurando su estilo en álbumes posteriores como Off the Wall y Thriller.

## Personal
- Michael Jackson – voz principal;
- Don Fletcher – compositor;
- Sam Brown III – productor;
- James Anthony Carmichael – arreglos;[6]
- Joe Sample – piano eléctrico;
- David T. Walker – guitarra líder;
- Melvin "Wah Wah" Ragin – guitarra rítmica;
- James Jamerson – bajo;
- Earl Palmer – batería;
- Gary Coleman – percusión;
- Gene Page – arreglos de cuerdas;
- The Funk Brothers – instrumentación adicional;
- Coros de acompañamiento: no acreditados (posibles miembros del grupo The Jacksons).[7]

## En la cultura popular
Cinderella Stay Awhile no ha sido ampliamente utilizada en bandas sonoras o programas de televisión, pero es reconocida entre los fanáticos de Jackson por su emotividad y su lugar dentro de la discografía temprana del artista.